# بانيت (بلدية)
بانيت هي مدينة من مدن هايتي. يبلغ عدد سكانها 62,300 نسمة وذلك حسب إحصائيات سنة 2003. يبلغ ارتفاع المدينة عن سطح البحر قرابة 0 متر.